# Waratah (piroscafo)
L'SS Waratah fu un piroscafo britannico, appartenente alla Blue Anchor Line. In servizio dal novembre 1908 al luglio 1909, avrebbe dovuto effettuare regolare collegamento tra Europa e Australia, con scalo in Sudafrica. All'epoca della sua messa in servizio era la nave più grande, lussuosa e moderna della Blue Anchor Line (pur essendo sprovvista di radio).
Durante il suo secondo viaggio nel luglio 1909, il Waratah partì da Durban diretto a Città del Capo. Tuttavia il piroscafo, avvistato più volte tra il 27 e il 28 luglio al largo delle coste sudafricane (ma solo un'occasione venne confermata), scomparve senza lasciare traccia coi suoi 211 passeggeri e membri dell'equipaggio. Dopo alcuni giorni di attesa venne lanciata una vasta operazione di ricerca, ma né il Waratah né chi vi era a bordo furono mai ritrovati, così come nessun relitto o altro resto della nave. La conseguente inchiesta non riuscì a far luce sull'accaduto, e il caso rimase di fatto irrisolto. La scomparsa del Waratah causò il fallimento della Blue Anchor Line, che andò in liquidazione l'anno successivo.
Esistono varie teorie sul destino finale della nave, che non è mai stato definitivamente chiarito. Date le condizioni meteorologiche proibitive riscontrate in quel periodo lungo le coste del Sudafrica, è stato ipotizzato che il Waratah si sia capovolto a causa di un'onda anomala. Un'altra dinamica teorizza che si sia ribaltato, a causa dei problemi di stabilità già evidenziati durante il suo servizio oppure per problemi relativi al posizionamento del carico. Altre teorie, come un'avaria o una deflagrazione, paiono meno probabili.
Dalla sua scomparsa nel 1909 numerosi tentativi di ritrovarne il relitto, molti dei quali condotti dall'associazione National Underwater & Marine Agency, non hanno portato alcun risultato. La scomparsa della nave, dopo la quale la presenza della radio sulle imbarcazioni divenne obbligatoria, rappresenta quindi uno dei più grandi misteri della storia della navigazione e uno dei peggiori disastri navali nella storia australiana.

## Costruzione

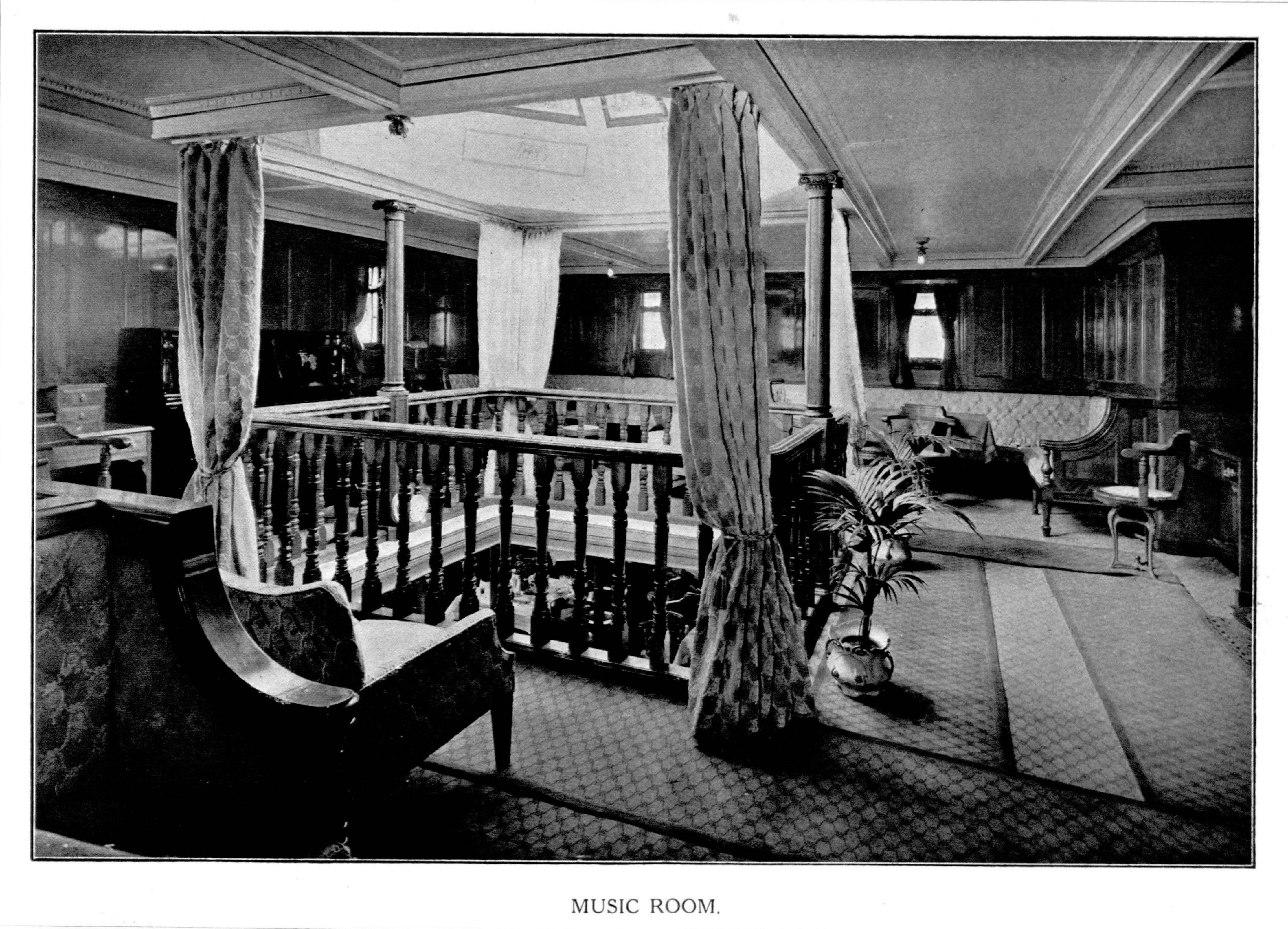
Sala da musica di prima classe

Il Waratah venne costruito nel 1908 dalla Barclay Curle & Co. nei cantieri navali di Whiteinch, a Glasgow, in Scozia. La nave era stata commissionata dalla Blue Anchor Line, che intendeva aumentare il proprio volume di traffico marittimo e quindi di introiti. Complessivamente la sua costruzione costò 13 900 sterline dell'epoca.

Una delle cabine di terza classe.

Il progetto del Waratah era basato su quello del Geelong, un'altra nave della Blue Anchor Line il cui successo commerciale aveva spinto la compagnia ad ordinarne una dalle caratteristiche simili. Il piroscafo era lungo circa 141 metri (465 piedi) e largo 18 metri (59 piedi). La propulsione del Waratah, che poteva arrivare fino a una velocità  13 nodi, era garantita da due motrici alternative a quadruplice espansione, da cinque caldaie a carbone e da una doppia elica. Aveva una stazza di più di 9000 tonnellate lorde e 6000 nette (la compagnia ne pubblicizzò 16 000 per attirare più clienti). Oltre al trasporto passeggeri, disponeva di stive che venivano impiegate alternativamente per il trasporto delle merci (fino a 7000 tonnellate) o per allestire dormitori nei quali potevano essere alloggiati gli emigranti. Era infine dotata di otto compartimenti stagni per resistere ad eventuali falle.

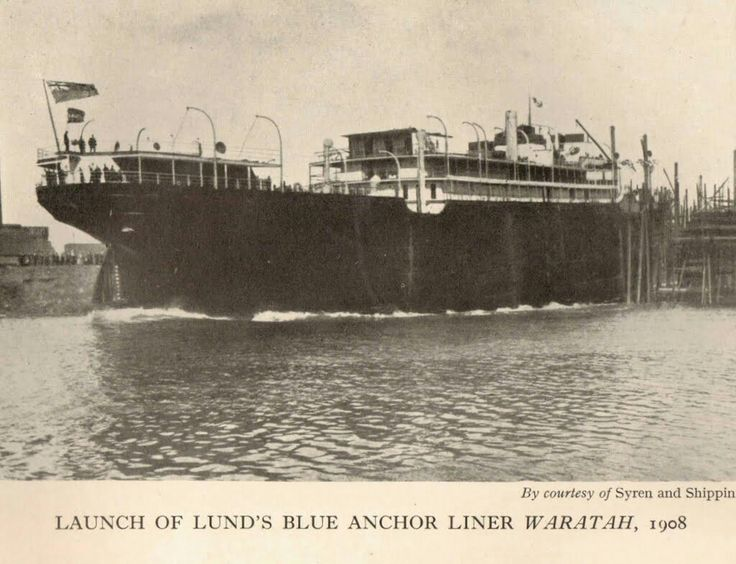
Il varo del Waratah (12 settembre 1908)

Per i passeggeri di prima classe erano predisposte lussuose cabine, capaci di ospitare fino a 128 persone e una magnifica sala da musica; gli elaborati arredi esibivano intarsi in legno. Possedeva inoltre un centinaio di cabine più modeste per la terza classe, con capacità per 300 passeggeri; altri 700 posti, destinati agli emigranti più poveri, potevano essere ricavati nella stiva quando imbarcava un carico ridotto. 17 scialuppe, 3 zattere e 930 giubbotti salvagente garantivano, secondo gli armatori, la sicurezza degli imbarcati. La nave era sprovvista di radio, tecnologia all'epoca all'avanguardia e non ancora installata su tutte le imbarcazioni.
La nave venne destinata alle popolari rotte tra Regno Unito e Australia, e trasse per questo il proprio nome dalla pianta di waratah, una specie di arbusto appartenente alla famiglia delle Proteaceae dagli appariscenti fiori vermigli, tipico dell'outback australiano ed emblema della regione del Nuovo Galles del Sud. A posteriori la scelta del nome fu considerata sfortunata, poiché durante il XIX secolo altre cinque navi con lo stesso nome erano affondate.

## Prima traversata

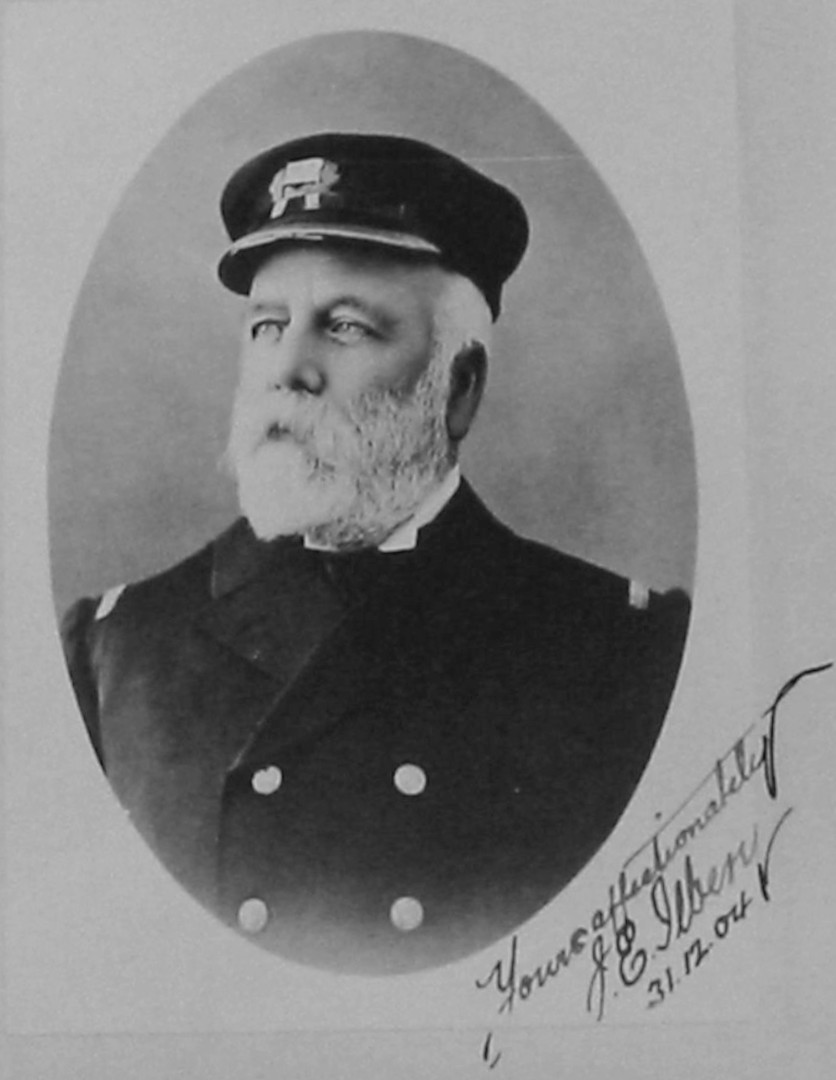
Il comandante, Joshua E. Ilbery (1904)

Il Waratah divenne subito la nave ammiraglia della flotta della Blue Anchor Line, che ebbe l'idea (rivelatasi poi alquanto inappropriata) di definirla "inaffondabile", nomea subito ripresa dai giornali. Il Waratah, varato il 12 settembre 1908 nel fiume Clyde dalla moglie dell'agente generale della compagnia nello Stato australiano di Victoria, venne completato nell'ottobre 1908 ed effettuò il suo viaggio di prova da Glasgow a Londra, incontrando cattivo tempo e dimostrando un'eccessiva tendenza al rollio. Il 5 novembre 1908 la nave effettuò il suo viaggio inaugurale verso l'Australia, partendo da Londra con 689 passeggeri di terza classe, 67 di prima e 154 uomini d'equipaggio. Il comandante era Joshua E. Ilbery, marittimo veterano con alle spalle oltre trent'anni di esperienza e prossimo alla pensione.

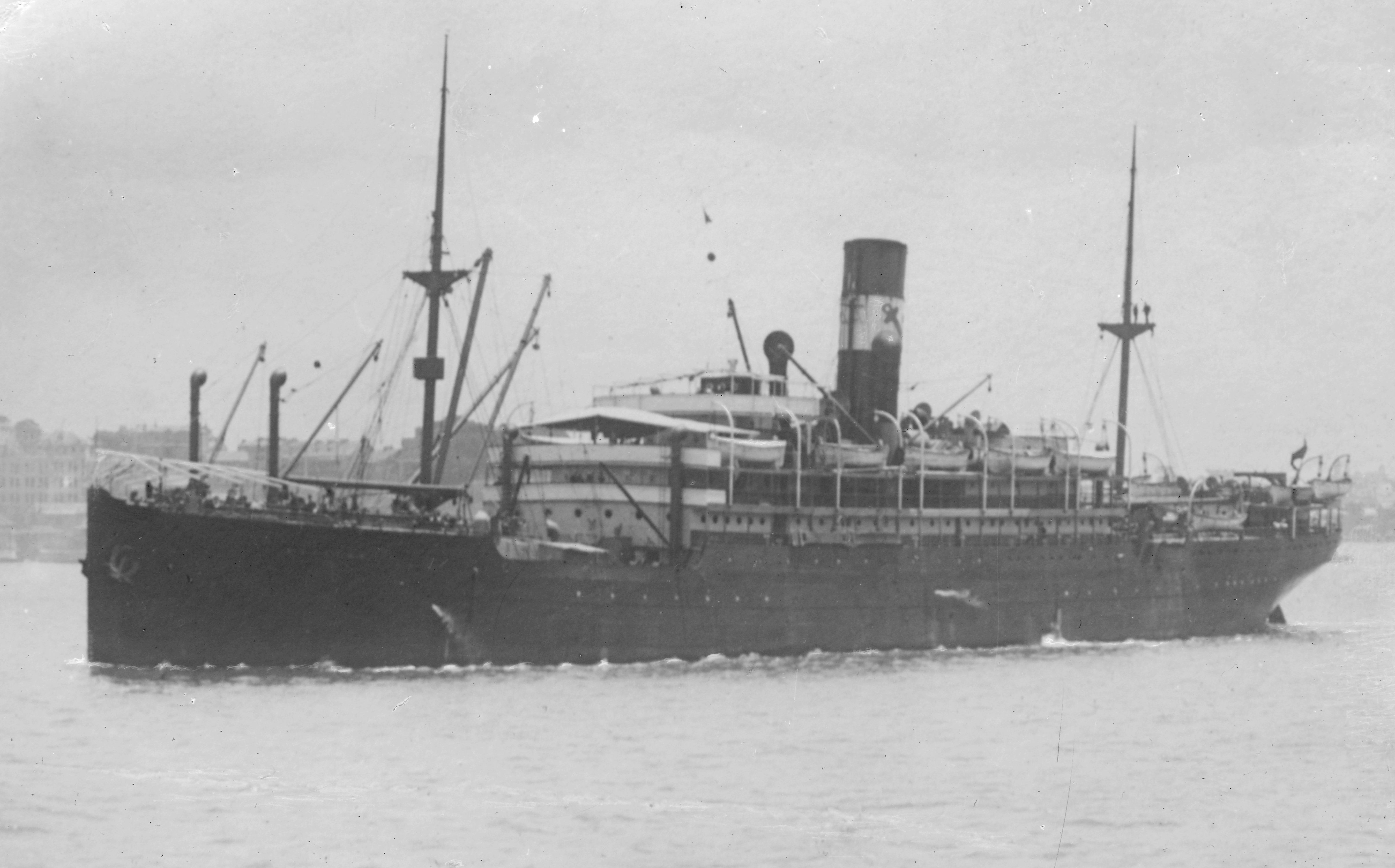
Il Waratah in navigazione

Il primo viaggio del Waratah trascorse senza avvenimenti significativi (ci fu solo un piccolo incendio nel deposito di carbone, subito domato), e il piroscafo fece scalo dopo alcune settimane ad Adelaide, Melbourne e Sydney. Alcuni membri dell'equipaggio sostennero però che Ilbery, pur non comunicando ufficialmente alla compagnia problemi relativi alla stabilità della nave, fosse preoccupato dalle difficoltà incontrate nel caricarla in modo appropriato.
La nave rientrò in Inghilterra il 7 marzo 1909; pur mancando un reclamo ufficiale da parte di Ilbery, la Blue Anchor Line lamentò la scarsa stabilità della nave, specie in condizioni di carico leggero, al cantiere costruttore, che produsse ulteriori calcoli per dimostrarne la stabilità.

## Ultimo viaggio e scomparsa

### Secondo viaggio e premonizione di Sawyer
Dopo una nuova ispezione del Lloyd e alcune riparazioni minori, il Waratah ripartì da Londra alla volta dell'Australia il 27 aprile 1909. Stavolta trasportava molti meno passeggeri: 22 di prima classe, 193 di terza e 119 uomini d'equipaggio; il secondo viaggio d'andata fu nuovamente tranquillo, e il piroscafo giunse il 2 luglio in Australia. Oltre a circa 200 passeggeri, per il ritorno in Europa il Waratah caricò 6500 tonnellate di merce, composta da frumento, burro, pellicce e concentrati di piombo. A causa di inconvenienti, un marinaio e un passeggero non riuscirono ad imbarcarsi in tempo, scampando così al successivo disastro.

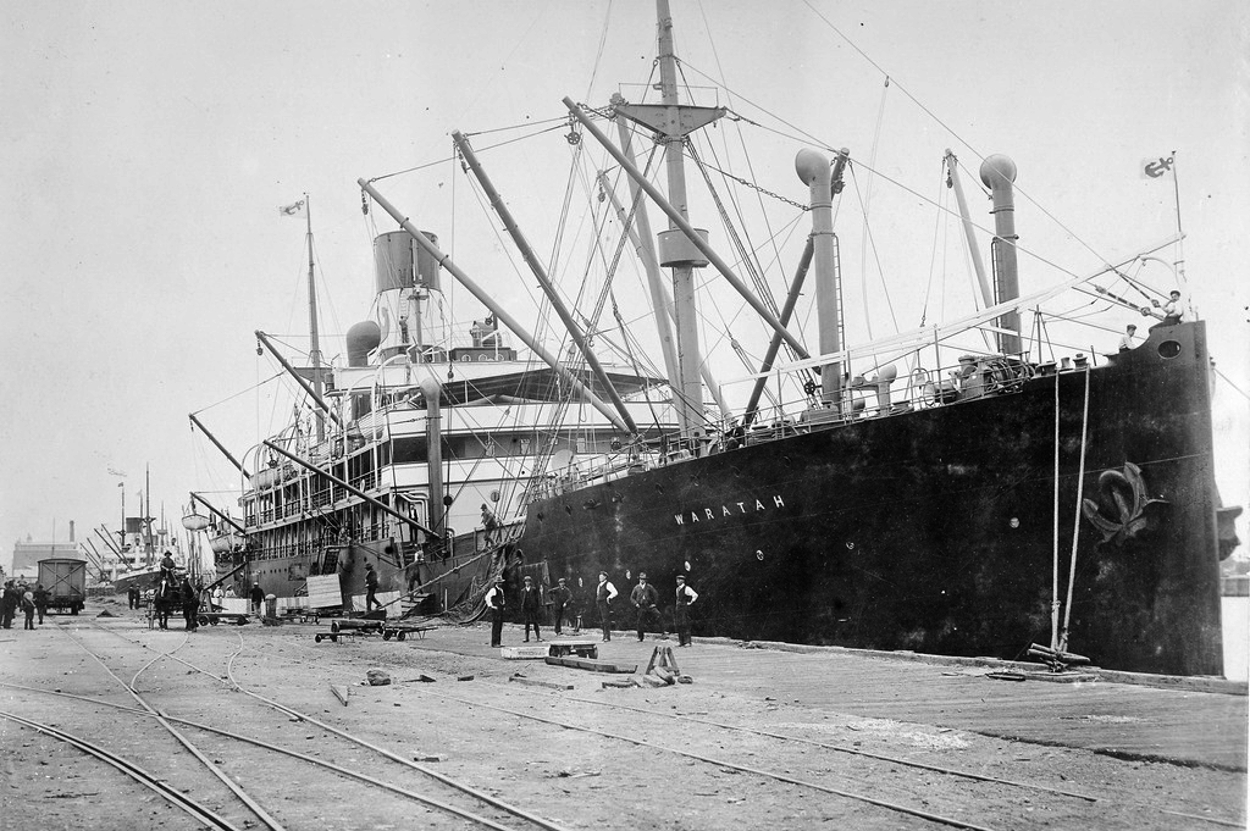
Il Waratah ancorato al porto di Adelaide nel luglio 1909 (ultima foto nota)

Ripartì da Adelaide alla volta di Durban, in Sudafrica, il 7 luglio, arrivando il successivo 25 luglio. Durante la traversata dell'oceano Indiano incontrò una tempesta, ma riuscì a superarla senza danni. Giunto a Durban, imbarcò alcuni nuovi passeggeri e ne sbarcò pochi altri. Di questi ultimi, l'unico di cui si sappia qualcosa era l'ingegnere britannico Claude G. Sawyer, il quale, forse turbato dall'instabilità della nave, aveva avuto vari spaventosi incubi durante la traversata; interpretandoli come la premonizione di un disastro incombente, nonostante avesse già pagato il prezzo per la traversata completa aveva deciso di interrompere il proprio soggiorno sul Waratah non appena arrivato in Sudafrica. Tentò di convincere altri passeggeri a seguirlo sulla terraferma, ma non ebbe successo; anche il cappellano della nave non diede peso al suo racconto e un ufficiale gli intimò, su indicazione del comandante Ilbery, di non turbare l'ambiente della nave. Sbarcato in Africa, Sawyer telegrafò alla moglie il seguente messaggio:
(Telegramma di Claude Sawyer alla moglie prima della scomparsa del Waratah.)
A tutti gli effetti, grazie alla premonizione avuta e alla decisione di abbandonare la nave, Claude Sawyer ebbe salva la vita, ed è l'unico sopravvissuto dell'ultimo viaggio del Waratah su cui si abbiano notizie.

### Ultimi avvistamenti
Il Waratah lasciò Durban la sera del 26 luglio 1909 con 211 persone a bordo, 92 passeggeri e 119 membri dell'equipaggio. Si diresse verso ovest seguendo il profilo delle coste sudafricane ad alcune miglia al largo, diretto verso Città del Capo. La mattina del 27 luglio si verificò l'ultimo avvistamento certo del Waratah: verso le quattro del mattino il piccolo piroscafo Clan MacIntyre, diretto al porto di East London, incrociò col Waratah, e le due navi si scambiarono le proprie generalità. Data la maggiore velocità ben presto la nave della Blue Anchor Line sorpassò il Clan MacIntyre, i cui membri dell'equipaggio furono le ultime persone a vedere il Waratah, il cui destino da questo momento è ignoto. Nessuno aveva notato anomalie nell'andamento della nave.

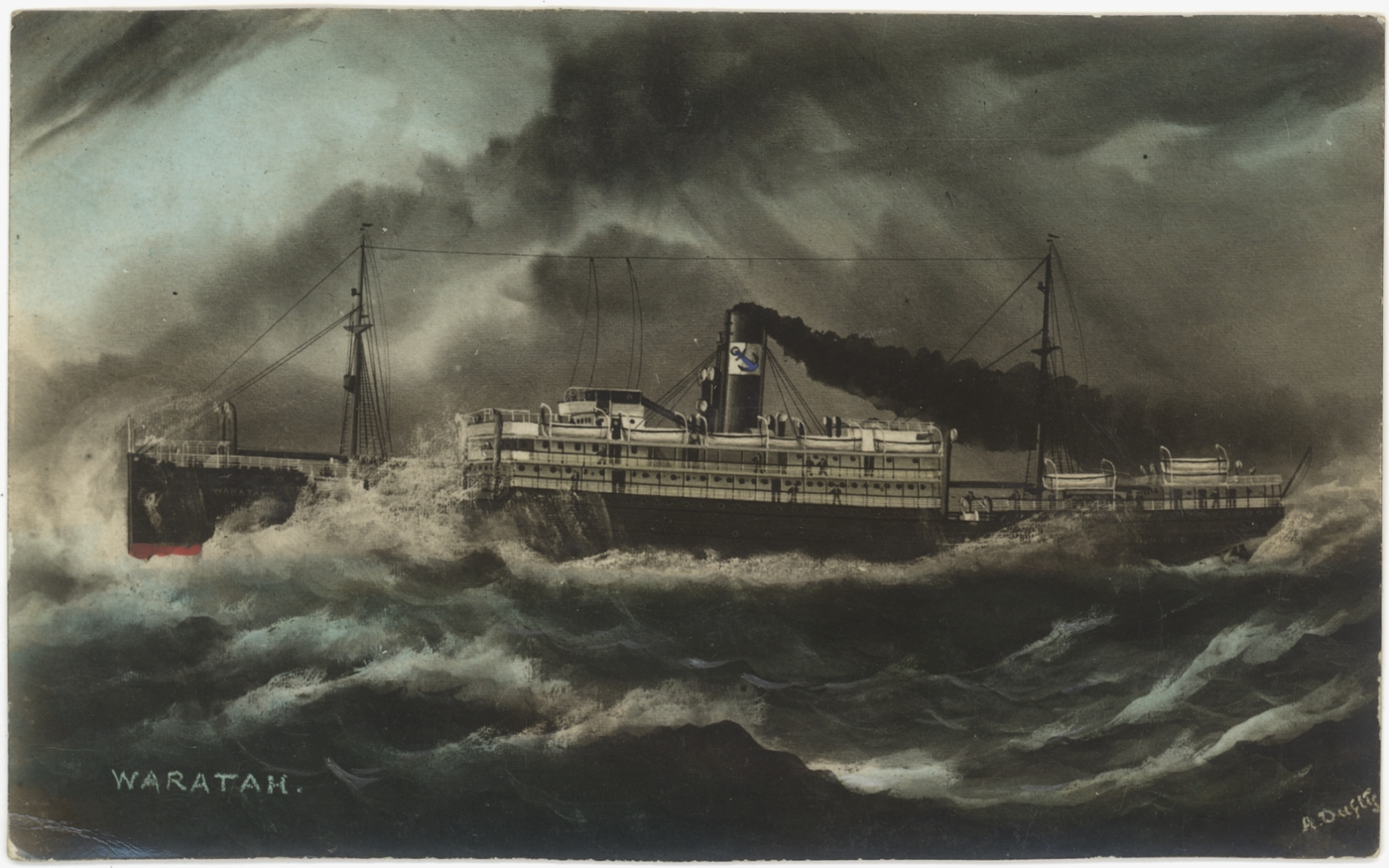
Il Waratah in navigazione in una cartolina dell'epoca

Ci furono altri supposti avvistamenti del Waratah tra il 27 e il 28 luglio, di cui tuttavia non si possiede la definitiva certezza. A metà del 27 luglio il tempo peggiorò gradualmente: scoppiò un ciclone, e lo stesso Clan MacIntyre ebbe grosse difficoltà nonostante navigasse vicino alla costa, tanto che il suo capitano dichiarò che era «il peggior tempo incontrato in tredici anni di navigazione». Entro sera la visibilità al largo del Sudafrica era estremamente ridotta. Attorno alle 21:30 il piroscafo Guelph, impiegato sulla tratta Città del Capo-Durban, incontrò un altro bastimento e tentò di scambiare dei segnali, ma le pessime condizioni meteorologiche impedirono qualsiasi comunicazione sensata. L'equipaggio del Guelph poté solo intendere le ultime lettere del nome della nave inviate in codice Morse tramite segnali luminosi, T-A-H. Nonostante la buona probabilità che si trattasse del Waratah, non è possibile affermarlo con certezza; inoltre questo incontro era avvenuto a circa 80 miglia da quello col Clan MacIntyre, una distanza che il veloce Waratah avrebbe dovuto aver già coperto da svariate ore.
Alcune ore prima, verso le 17:00, in una vicina zona di mare l'equipaggio della nave Harlow aveva avvistato all'orizzonte delle dense colonne di fumo, seguite da degli improvvisi bagliori in movimento, forse delle esplosioni o dei razzi di segnalazione. Il capitano dell'Harlow tuttavia aveva ignorato questi avvenimenti, non considerandoli importanti e ritenendo si trattasse di fuochi accesi nel vicino entroterra da contadini, fenomeno comune in Sudafrica; solo in seguito, apprendendo della scomparsa del Waratah, si rese conto di aver forse assistito alla fine della nave.
Alcuni avvistamenti vennero riportati anche dalla costa (anche se in genere non sono ritenuti credibili). Il più plausibile è ritenuto essere quello di Edward Joe Conquer, un militare di stanza alla foce del piccolo fiume Xora sulla costa del Transkei: mentre scrutava il mare con un cannocchiale tra il 27 e il 28 luglio, scorse al largo una nave, la cui descrizione corrispondeva al Waratah, procedere in evidente difficoltà nel mare mosso, finché un'onda più grande delle altre la sommerse e la fece scomparire.

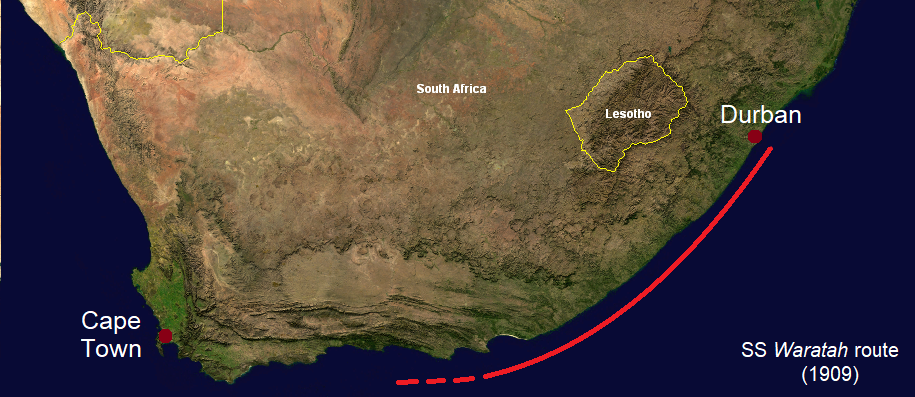
Ultima rotta seguita dal Waratah nel luglio 1909, lungo la quale scomparve

### Mancato arrivo a Città del Capo
Il Waratah sarebbe dovuto giungere a Città del Capo il 29 luglio, poiché la distanza tra essa e Durban era copribile in media in tre giorni di navigazione. Al suo mancato arrivo tuttavia le autorità portuali non si preoccuparono eccessivamente, poiché era frequente che le navi arrivassero con giorni o anche settimane di ritardo a causa di problemi tecnici o condizioni proibitive del mare, quindi si decise di attendere.
Tuttavia la prolungata assenza del Waratah cominciò ad essere sempre più sospetta, poiché stavano giungendo a Città del Capo altre imbarcazioni partite da Durban dopo di esso e che avevano seguito la stessa rotta senza incontrarlo. Mancava inoltre qualsiasi resto della nave che avrebbe potuto indicare un suo naufragio, come relitti o corpi galleggianti. A tutti gli effetti il Waratah era svanito senza lasciare traccia.

## Ricerche e indagini

### Ricerche contemporanee
Entro i primi giorni di agosto le autorità sudafricane si resero contro che doveva essere successo qualcosa di grave alla nave. Il 31 luglio era stato inviato il rimorchiatore T. E. Fuller verso oriente perché rintracciasse il Waratah, seguito il 1º agosto da un altro rimorchiatore, l'Harry Escombe, ma senza alcun risultato e venendo costretti a rientrare in porto per il cattivo tempo. Anche il Geelong, nave gemella del Waratah, che in quel momento faceva scalo in Sudafrica, inizialmente partecipò alle ricerche.
L'Ammiragliato britannico, interessatosi alla faccenda, inviò allora tre navi da guerra perché assistessero nelle ricerche: si trattava dell'HMS Pandora, dell'HMS Forte e dell'HMS Hermes, che ripercorsero la rotta del Waratah. Anche il governo australiano inviò una propria nave, la Sabine, e il piroscafo di passaggio Runce alterò la propria rotta per percorrere la tratta del Waratah al fine di ritrovarlo. Tuttavia le pessime condizioni atmosferiche ostacolarono le operazioni di ricerca, costringendo l'Hermes a rientrare in porto per non rischiare di affondare; inoltre il capitano del Pandora dichiarò che, date le condizioni, il Waratah era ormai probabilmente naufragato.
L'11 agosto le navi Tottenham e Insizwa riportarono di aver scorto gruppi di cadaveri galleggianti ad alcune centinaia di chilometri a sud di Durban, forse conseguenza del naufragio del Waratah, ma altre navi inviate ad indagare non trovarono alcun resto. Vennero invece rinvenute alcune carcasse di razze e altri rifiuti galleggianti, ritenuti gli scarti di qualche baleniera di passaggio. Le navi Sabine e Severn, finanziate rispettivamente dal governo australiano e dalla Blue Anchor Line, continuarono a setacciare l'oceano Indiano per settimane nella speranza di trovare la nave scomparsa, ma senza ottenere il benché minimo risultato. Ogni ricerca fu vana: del Waratah non era rimasta alcuna traccia, e le ricerche vennero interrotte il 15 dicembre 1909.
Non rassegnati alla scomparsa dei propri cari e ritenendo che gli sforzi delle autorità fossero stati insufficienti, i parenti dei passeggeri nel 1910 noleggiarono la nave Wakefield per effettuare delle nuove ricerche. Per tre mesi la nave esplorò le coste sudafricane e i tratti di mare circostanti, ma senza ottenere risultati. Nello stesso periodo si diffuse una voce secondo cui una scialuppa con alcuni bambini malridotti era approdata nel 1909 sulle coste del Transkei: i bambini, unici sopravvissuti del Waratah, sarebbero quindi stati curati dai locali xhosa e integrati nel popolo indigeno. Tuttavia non vi sono prove effettive a corroborare questa storia. Altre burle e falsi ritrovamenti collegati alla scomparsa del Waratah si verificarono negli anni successivi.

### Inchiesta sulla scomparsa e conseguenze

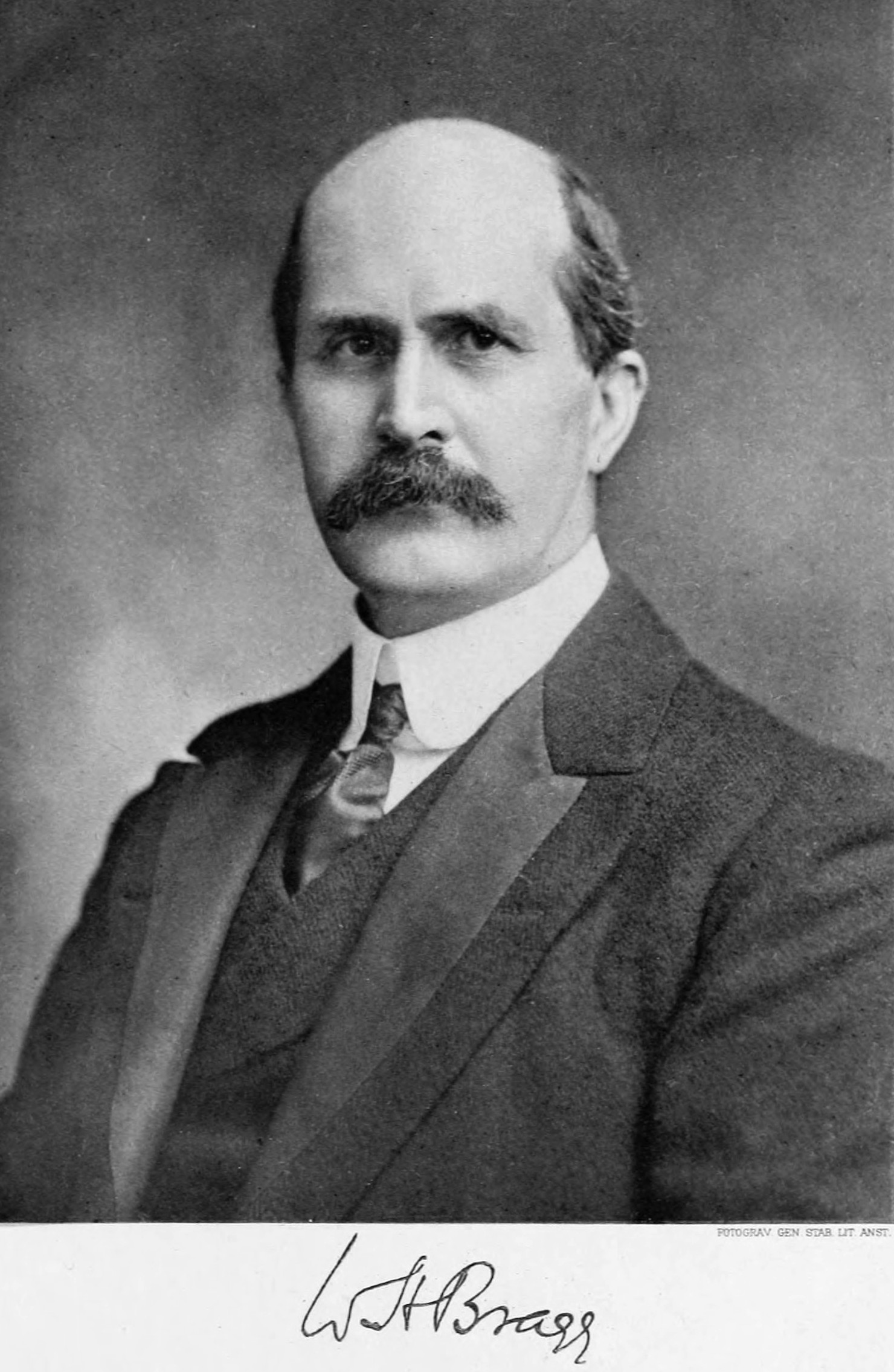
Il premio Nobel per la fisica William Henry Bragg, testimone dell'inchiesta sulla scomparsa

Il 16 dicembre 1910, più di un anno dopo la sparizione della nave, si aprì a Londra l'inchiesta ufficiale sul misterioso fatto. L'indagine si rivelò fin da subito difficoltosa: la mancanza di sopravvissuti e in particolare del minimo resto del relitto della nave impediva di stabilire con certezza cosa le fosse successo; inoltre i testimoni convocati, per la maggior parte componenti dell'equipaggio durante il viaggio inaugurale che avevano poi abbandonato il servizio sul Waratah, si trovavano in maggioranza in Australia e ci sarebbero loro voluti mesi per giungere in Inghilterra. A rendere ancora più insolite le circostanze della sparizione c'erano le cinque ispezioni sostenute e superate dalla nave, da parte degli armatori, del cantiere, della camera di commercio, dell'ente di classifica e dell'autorità per l'immigrazione, che non avevano riscontrato alcuna anomalia; le ultime tre erano particolarmente significative in quanto condotte da enti indipendenti dalle società armatrici e di costruzione e quindi non interessate a nascondere eventuali negligenze.
L'inchiesta si concentrò principalmente sulle caratteristiche di stabilità del Waratah. Il lavoro fu reso complicato dall'assenza di dati precisi: il piano di carico della nave, in possesso del primo ufficiale Owen, era scomparso insieme a lui, né erano disponibili calcoli di stabilità relativi all'ultimo viaggio. Gli esperti chiamati a testimoniare conclusero in modo quasi unanime che la nave fosse sufficientemente stabile, e che i problemi riportati nella sua breve vita operativa fossero relativi solo alla condizione di nave scarica; nessuno di essi fu però in grado di formulare ipotesi concrete su come fosse avvenuto il naufragio.
Venne poi ascoltato un gran numero di passeggeri e componenti dell'equipaggio della nave durante le traversate precedenti al naufragio; queste testimonianze risultarono tuttavia scarsamente significative, sia per il lungo tempo trascorso, sia perché molti di essi erano privi di competenze tecniche per rendersi effettivamente conto delle condizioni di stabilità della nave, o semplicemente non avvezzi ai viaggi in mare. Fece eccezione la testimonianza del futuro premio Nobel per la fisica William Henry Bragg, passeggero del Waratah durante il suo primo viaggio di ritorno dall'Australia: Bragg sostenne che durante il viaggio la nave aveva mantenuto un'inclinazione a dritta per giorni, e che quando l'equipaggio aveva riempito una cassa di zavorra per correggere l'inclinazione, invece di raddrizzarsi il piroscafo si era inclinato dall'altra parte. Bragg aveva quindi ipotizzato che la nave si trovasse in una condizione di equilibrio neutro (cioè che il metacentro si trovasse circa alla stessa quota del baricentro) e ne aveva discusso con il comandante Ilbery, venendo poi rassicurato e convinto a continuare il viaggio a bordo dal direttore di macchina. Tra i testimoni chiamati durante l'inchiesta ci fu anche Claude Sawyer, che riferì la propria premonizione e le impressioni negative che il Waratah gli aveva fatto, soprattutto per il modo strano in cui rollava.
In definitiva le testimonianze raccolte non fornirono un quadro chiaro della situazione, e non si rivelarono conclusive per la risoluzione del mistero. Anche la Blue Anchor Line si dimostrò piuttosto restia a collaborare, contestando i critici e non rivelando i propri carteggi riservati. L'inchiesta si concluse infine il 22 febbraio 1911, stabilendo che il Waratah, nonostante fosse in perfette condizioni operative, fosse affondato per l'eccezionale violenza del ciclone infuriato al largo del Sudafrica tra il luglio e l'agosto 1909. Di fatto tale ricostruzione rimarcava l'ovvio, e non poté essere stabilita con certezza alcuna causa del probabile naufragio.
Nonostante l'inchiesta non avesse attribuito responsabilità dirette alla Blue Anchor Line, la commissione si espresse in modo piuttosto critico sulla compagnia armatrice. In particolare, la compagnia fu criticata per non aver incluso parametri base di tenuta al mare e stabilità nella procedura di valutazione delle navi appena costruite, e per non aver chiesto al comandante Ilbery pareri in merito alla tenuta al mare del Waratah. La scomparsa del Waratah danneggiò gravemente la reputazione della Blue Anchor Line, che non si riprese più dal danno d'immagine. Il Waratah non era inoltre adeguatamente assicurato, e le perdite economiche conseguenti furono fatali per la compagnia. Nel 1910 la Blue Anchor Line vendette quindi tutta la propria flotta alla compagnia P&O e andò in liquidazione per evitare la bancarotta.

### Ricordo e tentativi di ricerca moderni
Durante tutto il XX secolo e i primi anni del XXI sono stati condotti nuovi tentativi di rintracciare il relitto della nave. Numerosi resti di imbarcazioni dell'epoca scoperti nei fondali sudafricani sono stati esplorati per determinare se si trattasse del Waratah, ma nessuno di questi è stato positivamente identificato con esso.
Pare che già l'8 marzo 1911, appena due settimane dopo la fine dell'inchiesta sulla scomparsa, la nave Palatina urtasse con violenza un oggetto sommerso non identificato sui bassi fondali 30 miglia al largo di East London; nonostante alcuni ipotizzino si potesse trattare del relitto del Waratah affondato in acque particolarmente basse, non furono svolte ulteriori indagini. Nel 1925 un pilota dell'Aeronautica Militare Sudafricana, D. J. Roos, durante un sorvolo delle coste sudorientali del paese avvistò un relitto sconosciuto adagiato sul basso fondale al largo, che ritenne essere quello del Waratah; tuttavia un nuovo tentativo di raggiungerlo non ebbe successo per il cattivo tempo, e la successiva morte di Roos in un incidente impedì ulteriori ricerche. Nel 1955 Alan Villiers condusse per la BBC un programma radiofonico sulla scomparsa della nave, ravvivando l'interesse collettivo per il destino del Waratah.

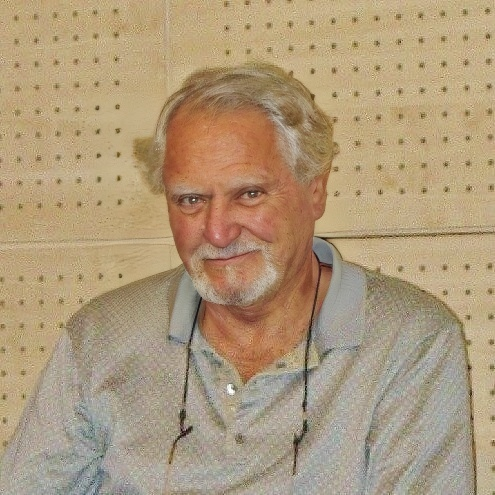
Clive Cussler, fondatore della NUMA e finanziatore delle spedizioni per trovare il Waratah, fotografato nel 2004

Nel mondo letterario la sparizione della nave ha affascinato numerosi autori, tra i quali Wilbur Smith e Clive Cussler, nei cui romanzi il fatto è accennato. Cussler, in particolare, appassionatosi alla storia del Waratah, fondò nel 1978 la National Underwater & Marine Agency (NUMA) per permettere il recupero e il restauro dei relitti delle navi. Dal 1983 al 2004 l'oceanografo della NUMA Emlyn Brown ha condotto quattordici spedizioni subacquee per rintracciare il relitto del Waratah, ma senza successo. Nel 1999 Brown individuò un relitto che mostrava somiglianze col Waratah, ma una successiva spedizione rivelò che si trattava di una nave cargo affondata durante la seconda guerra mondiale. Nel suo libro del 2017 The Mystery Runs Deep, Brown imputa il disastro a una commistione di problemi in fase di costruzione e mancanze da parte dei dirigenti della Blue Anchor Line.
(Clive Cussler dopo che il relitto scoperto nel 1999 si rivelò non essere il Waratah.)
Per commemorare le vittime del Waratah sono stati eretti numerosi monumenti nel Regno Unito e in Australia, soprattutto placche in onore di singoli individui. La scomparsa del piroscafo rimane uno dei più gravi disastri navali della storia australiana. Dopo la sparizione del Waratah venne finalmente compresa la vitale importanza delle telecomunicazioni, e da allora divenne requisito obbligatorio per tutte le navi essere dotate di sistemi radio.

## Ipotesi sulla scomparsa
La sparizione di navi non era rara fino al XIX secolo, ma nel primo decennio del secolo successivo gli sviluppi tecnologici dei motori a vapore e le maggiori conoscenze in termini di stabilità avevano reso il fenomeno decisamente più improbabile agli occhi dell'opinione pubblica. Probabilmente per questo la scomparsa del Waratah, avvenuta in piena Belle Époque, ha lasciato un così profondo impatto nella memoria collettiva, tanto da far definire la nave il "Titanic d'Australia" o il "Titanic dei mari del sud".
Ci sono molteplici ipotesi sulla misteriosa scomparsa del Waratah, di seguito riportate.

### Deriva
Proprio per la riluttanza a credere che un moderno piroscafo delle dimensioni del Waratah potesse scomparire senza lasciare traccia, l'ipotesi più accreditata nelle fasi iniziali fu che il piroscafo potesse avere avuto un'avaria e fosse rimasto alla deriva, in balia delle correnti. A sostegno di questa tesi vi era l'avvistamento del Guelph del 27 luglio: se questo fosse stato confermato, avrebbe voluto dire che il Waratah aveva percorso appena 70 miglia nelle 13 ore trascorse dal precedente avvistamento del Clan MacIntyre, molte meno di quante la sua velocità di servizio gli consentisse. La lentezza della navigazione del Waratah sarebbe stata spiegabile con problemi al sistema di propulsione, che avrebbero reso la nave assai più lenta. Si ipotizzò anche che, per questo motivo, il Waratah potesse aver invertito la rotta per tentare di tornare a Durban; tuttavia quest'ipotesi fu poi scartata, poiché il Clan MacIntyre, che seguiva la stessa rotta, l'avrebbe incontrato nuovamente, cosa mai avvenuta.
Ulteriore fatto a sostegno dell'ipotesi della deriva era la vicenda della nave neozelandese Waikato, che nel 1899, andata in completa avaria, aveva vagato alla deriva per quattordici settimane nell'oceano Indiano, venendo infine trovata e soccorsa nei pressi della remota Isola Saint-Paul. Il piroscafo Sabine, preso a noleggio dalla Blue Anchor Line, cercò il Waratah lungo la rotta seguita dalla Waikato, senza però nessun risultato.
Un'ipotesi ventilata all'epoca voleva che il Waratah, andato fuori rotta, si fosse arenato sulle coste dell'Antartide spinto dalla corrente di Agulhas. Tale teoria parve corroborata quando alcune navi avvistate molto al largo del Sudafrica vennero scambiate per il Waratah, causando quindi false speranze nell'opinione pubblica. Se tale dinamica si fosse verificata davvero, data la remotezza dell'Antartide i passeggeri del Waratah sarebbero stati condannati ad una lenta morte per ipotermia oppure inedia (anche se il piroscafo aveva abbondanti provviste a bordo). Dalla scomparsa della nave non è stato comunque rinvenuto alcun relitto in Antartide che corrisponda alla struttura del Waratah.

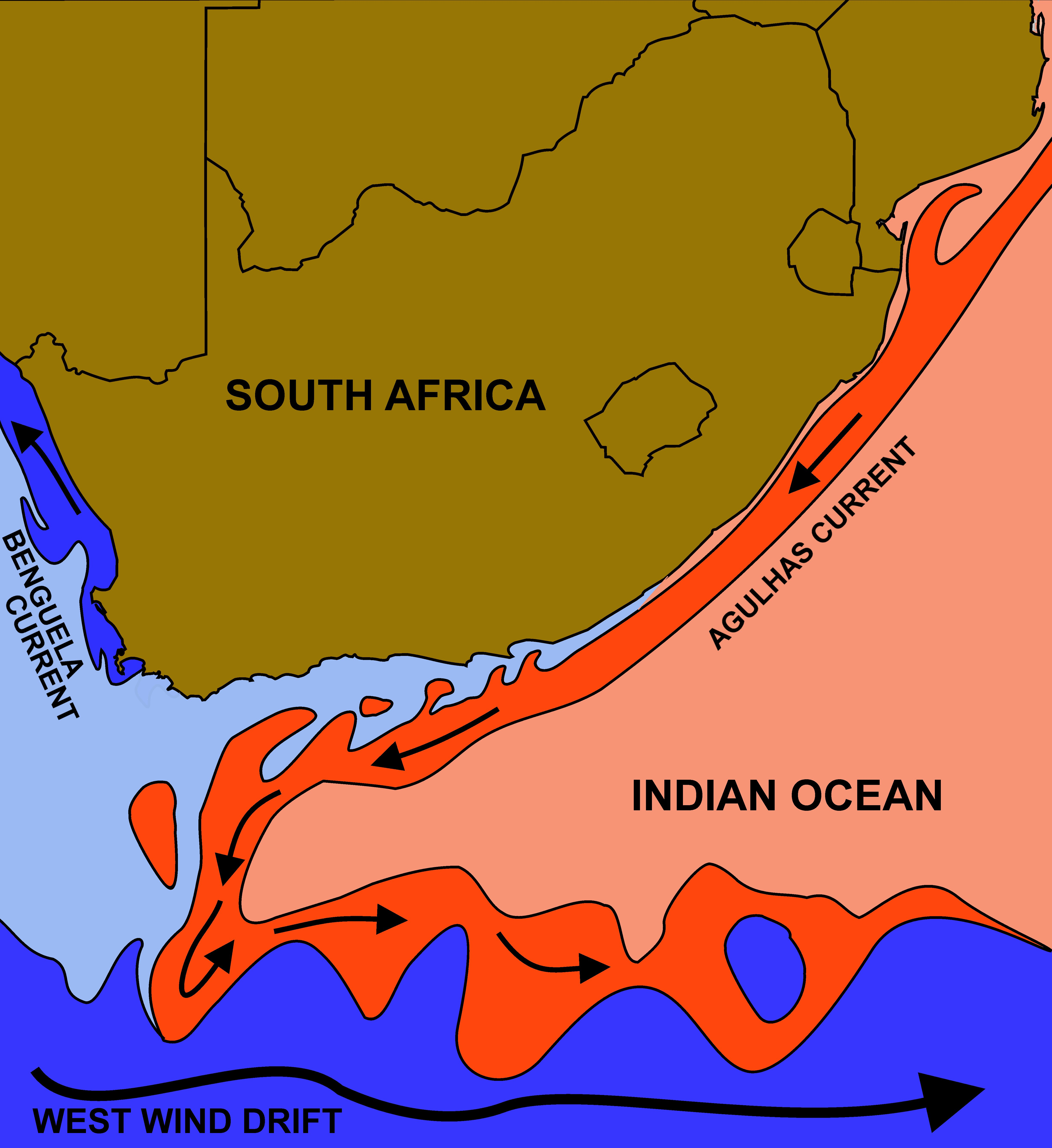
La corrente di Agulhas potrebbe aver giocato un ruolo nella scomparsa del Waratah, forse portando la nave alla deriva o causando fenomeni meteorologici che la fecero affondare

### Capovolgimento
Poco dopo la scomparsa si diffuse la voce secondo cui il Waratah si fosse ribaltato per l'eccessivo carico che trasportava, nello specifico per l'eccessiva quantità di carbone acquistato a basso prezzo a Durban e stipato impropriamente nella stiva e perfino sul ponte. Tale disposizione avrebbe quindi sbilanciato la nave, già sofferente di problemi di stabilità, portandola infine a ribaltarsi e ad affondare. Questa teoria fu però presto scartata, dato che l'equipaggio del Clan MacIntyre riportò di non aver visto carbone depositato sui ponti del Waratah durante l'incontro tra le due navi, testimonianza che trovò poi ulteriori conferme. Fu poi dimostrato durante l'inchiesta che il piroscafo avrebbe potuto sopportare l'imbarco di un'importante quantità di carbone sul ponte senza per questo perdere in stabilità.
Altro materiale che avrebbe potuto causare il ribaltamento della nave era il minerale di piombo concentrato che il Waratah trasportava in stiva; è infatti attestato che questo materiale possa essere soggetto a liquefazione, creando importanti problemi di stabilità.
Il ribaltamento spiegherebbe la totale assenza di resti del naufragio, poiché ogni corpo e oggetto galleggiante sarebbe rimasto bloccato all'interno della nave, soprattutto in caso di ribaltamento repentino.

### Esplosione
Supponendo che i fumi e i bagliori scorti dall'Harlow lo stesso 27 luglio abbiano a che fare con la scomparsa del Waratah, è stato ipotizzato che la nave sia rimasta vittima di un incendio, seguito infine da una potente esplosione, che l'avrebbe distrutta completamente. Questa ipotesi non spiega tuttavia la completa mancanza di detriti o resti umani, che invece sarebbero stati abbondanti in caso di un evento distruttivo come una deflagrazione.

### Onda anomala
Nella zona di mare antistante al Sudafrica si uniscono due oceani, l'Atlantico e l'Indiano, e dal loro contatto nasce la forte corrente di Agulhas. Questa corrente genera una forte retroflessione; essa, unita allo scontro di venti caldi dell'Africa con sistemi di bassa pressione provenienti dall'Antartide, genera così violenti e pericolosi uragani. Una conseguenza di questo fenomeno è la formazione di improvvise onde anomale, che possono raggiungere anche altezze spaventose (fino a 30 m), un pericolo anche per le navi più grandi e moderne.
È stato quindi ipotizzato che il Waratah abbia incontrato un'improvvisa onda anomala, che l'avrebbe capovolto o ne avrebbe riempito le stive d'acqua, causandone il naufragio nel giro di pochi istanti. Questo fenomeno è caratteristico della zona di mare dove avvenne la scomparsa, come testimoniato dagli equipaggi di numerose altre navi che ne fecero in seguito esperienza. Una variante di questa teoria imputa il naufragio ad un gigantesco maelstrom; è tuttavia ritenuto improbabile che un fenomeno del genere possa aver causato la sparizione di un piroscafo delle dimensioni del Waratah.

### Annotazioni
1. ↑  Tale valore corrisponderebbe, a novembre 2023, a 1 378 239,92 sterline. Cfr. (EN) Inflation calculator of the Bank of England, su bankofengland.co.uk.
2. ↑  Per Harris il suo nome era Josiah S. Ilbery. Cfr. Harris 1983, p. 118
3. ↑  A differenza della maggior parte dei resoconti, i Fanthorpe collocano la premonizione di Sawyer non durante il secondo e ultimo viaggio del Waratah, ma durante il primo. Cfr. Fanthorpe e Fanthorpe 2004, p. 77
4. ↑  Nonostante la testimonianza di Sawyer venisse ritenuta poco credibile dalle autorità, ebbe vasta eco sui giornali e sir Arthur Conan Doyle condusse una seduta spiritica per tentare di mettersi in contatto con le vittime del Waratah. Cfr. Jonathan King 2013, p. 29.

### Riferimenti
1. 1 2 3 4 5 6  Fanthorpe e Fanthorpe 2004, p. 76.
2. 1 2 3 4 5 6  Harris 1983, p. 117.
3. 1 2 3 4 5 6 7 8 9 10 11  Rivista marittima 1911, p. 541.
4. 1 2 3 4  Strange 2019, cap. Otto - Navi Scomparse, p. 3.
5. 1 2 3 4 5 6 7  Harris 1983, p. 118.
6. 1 2 3  Fanthorpe e Fanthorpe 2004, p. 77.
7. 1 2  Berry 2020, cap. 2 - SS Waratah, Card Posted at Sea, p. 1.
8. 1 2 3 4  Berry 2020, cap. 2 - SS Waratah, Card Posted at Sea, p. 3.
9. 1 2 3  Jonathan King 2013, p. 25.
10. 1 2  Jonathan King 2013, p. 24.
11. 1 2 3 4 5 6  Jamie King 2023, cap. SS Waratah: Australia's Titanic?, p. 1.
12. 1 2 3 4 5 6 7 8 9  Harris 1983, p. 119.
13. 1 2 3 4 5 6 7  Strange 2019, cap. Otto - Navi Scomparse, p. 4.
14. 1 2 3 4 5 6 7 8 9  Berry 2020, cap. 2 - SS Waratah, Card Posted at Sea, p. 4.
15. ↑  Jonathan King 2013, pp. 29-30.
16. 1 2 3 4 5 6  Harris 1983, p. 120.
17. ↑  Jonathan King 2013, p. 19.
18. 1 2 3 4 5 6 7 8  Rivista marittima 1911, p. 542.
19. 1 2 3  Jonathan King 2013, p. 20.
20. 1 2  Jonathan King 2013, p. 21.
21. 1 2 3 4 5  Fanthorpe e Fanthorpe 2004, p. 78.
22. 1 2 3 4 5  Harris 1983, p. 121.
23. 1 2 3 4  Jonathan King 2013, p. 22.
24. 1 2 3 4  Harris 1983, p. 122.
25. 1 2 3 4  Jonathan King 2013, p. 23.
26. 1 2 3 4 5 6 7 8 9 10 11 12  Harris 1983, p. 124.
27. 1 2 3 4 5 6  Fanthorpe e Fanthorpe 2004, p. 79.
28. ↑  Harris 1983, pp. 142-146.
29. ↑  Harris 1983, p. 143.
30. 1 2 3 4  Harris 1983, p. 123.
31. 1 2 3 4 5 6 7 8 9 10  Jamie King 2023, cap. SS Waratah: Australia's Titanic?, p. 2.
32. 1 2 3 4 5 6 7 8  Jonathan King 2013, p. 27.
33. 1 2 3  Harris 1983, p. 125.
34. 1 2 3 4 5 6 7 8  Harris 1983, p. 127.
35. 1 2 3 4  Harris 1983, p. 128.
36. ↑  Fanthorpe e Fanthorpe 2004, pp. 79-80.
37. 1 2 3 4 5 6  Harris 1983, p. 129.
38. 1 2  Harris 1983, p. 130.
39. 1 2 3 4 5  Jonathan King 2013, p. 28.
40. 1 2 3 4 5  Jonathan King 2013, p. 29.
41. 1 2  Harris 1983, pp. 131-133.
42. ↑  Harris 1983, p. 132.
43. ↑  Harris 1983, pp. 134-135.
44. ↑  Harris 1983, p. 140.
45. ↑  Harris 1983, pp. 140-141.
46. 1 2 3 4  Harris 1983, p. 141.
47. 1 2 3 4  Jonathan King 2013, p. 26.
48. ↑  Harris 1983, p. 148.
49. ↑  Rivista marittima 1911, p. 543.
50. ↑  Harris 1983, p. 144.
51. 1 2  Harris 1983, p. 145.
52. ↑   Wilbur Smith, Come il mare, Milano, Longanesi, 1980, ISBN 978-88-304-2959-8.
53. ↑   Clive Cussler, Naufragio, Milano, Longanesi, 2015, ISBN 978-88-304-4389-1.
54. 1 2  (EN) Waratah, su numa.net.
55. ↑  Jonathan King 2013, p. 30.
56. 1 2 3  Strange 2019, cap. Otto - Navi Scomparse, p. 5.
57. ↑  Strange 2019, cap. Otto - Navi Scomparse, p. 1.
58. 1 2  Harris 1983, pp. 115-117.
59. 1 2 3 4  Jamie King 2023, cap. SS Waratah: Australia's Titanic?, p. 3.
60. ↑  Harris 1983, p. 146.
61. ↑  (EN) Lei Ju et al., Solid bulk cargo instability during marine transport, su sciencedirect.com, 15 agosto 2019.
62. ↑  Harris 1983, pp. 146-147.
63. ↑  Fanthorpe e Fanthorpe 2004, pp. 78-79.
64. ↑  Harris 1983, p. 149.
65. ↑  Harris 1983, p. 147.